# Поклонение волхвов (картина Брейгеля)
Поклонение волхвов — картина Питера Брейгеля Старшего, написанная в 1564 году. Работа была выполнена в период проживания и работы в Брюсселе. Картина была частью серии из трёх картин о сюжете поклонения волхвов. Первая работа (1556—1562 годов) очень плохо сохранилась и на данный момент находится в Королевском музее изящных искусств в Брюсселе, вторая (1564 года) хранится в Лондонской национальной галерее в хорошем состоянии, третья (1567 года) находится в музее Оскара Рейнхерта (Винтертур).

## История создания
Время создания картины относится к периоду правления голландскими землями королём Испании Филиппом II. Питер Брейгель Старший жил и работал в Испанских Нидерландах. Во время написания картины художник находился в Брюсселе с 1563 года. В этот период голландское общество переживало кардинальные перемены, что выражалось в недовольстве испанским управлением, религиозными конфликтами между католичеством и протестантским движением. Брюссель, в котором проживал и работал Питер Брейгель Старший, становится центром развития революционных движений и мер противодействия со стороны испанской наместницы Маргариты Пармской, резиденция которой также находилась в этом городе. Все эти события не могли оставить равнодушным художника, и он принялся за написание картины «Поклонение волхвов», но в своей интерпретации. Картина была достаточно холодно встречена католическим обществом, поскольку она была полна иронии и антицерковного содержания.

## Сюжет картины
В картине упоминается евангельский сюжет о волхвах, которые пришли с Востока, чтобы поклониться новорожденному Иисусу и выразить свое уважение поднесёнными дарами (Мф. 2:1-11). В своей работе Питер Брейгель Старший решил отойти от традиционного изображения и передачи радости момента. Находясь под влиянием стиля Иеронима Босха, он пишет картину, которая не передаёт радость от рождения младенца, и все присутствующие, включая Деву Марию, пребывают в печали. Вместе с Иисусом, она — ключевая фигура композиции. Человек в зелёном платке что-то шепчет Иосифу, который склонился к нему и закрыл глаза, отображая на лице равнодушие к происходящему. У входа в хлев и вокруг Марии с младенцем, Иосифа, волхвов и темнокожего Валтасара находятся люди и солдаты, на лицах которых художник отобразил иронию и злорадство.